# Olof Hoffsten
Olof Hoffsten, född 24 maj 1910 i Stockholm, död 18 maj 1991 i Stockholm, var en svensk författare och översättare.
Hans författarskap utgörs i huvudsak av en under åren 1942 till 1944 producerad räcka av spännande historier till 64-sidorshäften i serien Äventyrsmagasinet.
Som översättare kom han huvudsakligen att ägna sig åt facklitteratur med fokus på ämnesområden som politik och konst, även om enstaka deckare och andra skönlitterära böcker också smög sig in på hans verklista. Han översatte huvudsakligen från engelska men även från tyska, danska och norska.

## Priser och utmärkelser
- 1971 – Tidningen Vi:s litteraturpris
- 1976 – Rabén & Sjögrens översättarpris